# Fearn Hill
Fearn Hill är en kulle i Antarktis. Den ligger i Östantarktis. Australien gör anspråk på området. Toppen på Fearn Hill är 716 meter över havet. Fearn Hill ligger vid sjön Lorna.
Terrängen runt Fearn Hill är platt åt sydost, men åt nordväst är den kuperad. Trakten är obefolkad. Det finns inga samhällen i närheten.